# Won James Won
Won James Won (Выиграл Джеймс Выиграл) — питерско-московская нойз-роковая группа.
Группа Won James Won входит в творческое объединение ZveZdaZ. Музыка коллектива в высшей степени эклектична, жанровая принадлежность с трудом поддается однозначному определению. В разное время звучали такие термины, как нойз-рок, noise’n'roll, арткор, дада-психо-фрик и пост-экспериментал.

## История
Группа была основана в начале 2003 года Данилой Смирновым (Кирпичи, Правда, Spermadonarz), Тихоном Кубовым (I.F.K., Jazzlobster, WOMBA) и Иоанном Людевигом (Кирпичи, Правда).
Изначально WJW был задуман как исключительно студийный проект. После ряда студийных сессий на домашней студии Данилы был записан дебютный альбом. Пластинка включает 27 треков в диапазоне от харш-нойза и эмбиента до арт-рока, психо-электро и славянского пост-шансона. Основным художественным приёмом музыканты считают избыточность и коллажность образов. Мифотворчество коллектива строится на ряде аллюзий к явлениям массовой и герметичной культуры. Особого анализа требуют тексты, сконструированные в традициях дадаизма и пост-модерна. В записи участвовали также Александр «Эдвард» Тельпук (Правда) и Сергей Кагадеев (экс-«Н. О. М.»).
Весной 2004 года была достигнута договорённость о выпуске диска на независимой студии R.A.I.G. Параллельно были изданы диски проектов MUX и WOMBA, вошедших в творческое объединение ZveZdaZ. Уникальный дизайн упаковки и оформления дисков от Zonder Zond также выделил их из ряда российских экспериментальных релизов. В июне 2004 года WJW в качестве трио дали свой первый концерт, состоявшийся на открытой площадке клуба «В почете» в Москве. Через месяц группа стала первым коллективом, выступившим в рамках клубной деятельности движения AVANT. Нонконформистский подход к сценическому шоу вызвал живой отклик у непритязательной публики и прессы. Вскоре к постоянному концертному составу присоединились Эдвард и барабанщик группы «Кирпичи» Вадим Латышев. Won James Won продолжали давать нечастые, но запоминающиеся концерты. В декабре 2004-го на выступлении в культурном центре Дом впервые было задействовано арт-видео режиссёра Елены Мишкиной, с которой коллектив продолжает сотрудничать и по сей день.
Поскольку WJW взяли за правило фиксировать все свои выступления, из серии живых записей был составлен первый концертный авто-бутлег группы «The Drisneyland Chronicles Vol.I», выпущенный усилиями самих музыкантов и сочувствующих маргиналов.  На этом диске пространственные прочтения пост-индустриальных пейзажей MUX вступают в жёсткое соитие с хромыми пьесами WJW.
История записи второго студийного альбома коллектива была извилистой и долгой. Первый вариант был сведён (звукорежиссёром и продюсером снова традиционно выступил Данила) и отправлен в Москву на мастеринг в августе 2005 года, но результат глубоко оскорбил музыкантов и материал был подвергнут насильственной переработке. Окончательный вариант был выпущен лейблом R.A.I.G. только в марте 2006 года. Официальная презентация прошла 31 марта в КЦ Дом при поддержке группы «Я Слева Сверху». Пластинку отличает кабаллистически чистая композиционная структура, усиление акцента на уличную электронику и неописуемая духовная амбициозность. Гимн всего человеческого "Красный Нетопырь/Un Pipistrello Rosso" блистательно исполнил Сергей Кагадеев. В альбом также вошли кавер-версии на песни групп Fugazi, Slapp Happy и Эрика Клэптона, безнадёжно деформированные в стилистике WJW. Особо стоит отметить армагеддон-нойз-хоп «История Мира». Диск был издан  в лимитированном эксклюзивном издании с 20-страничным буклетом коллажей работы Zonder Zond.
Весной 2007 г. Даниил и Тихон споро записали получасовую звуковую дорожку к фильму «Данте. Москва», смонтированному Еленой Мишкиной из фотографий Сергея Косьянова и Александра Масленицина. Экспозиция была открыта 24 мая в Центре современного искусства «Винзавод» и включала в себя 38 фоторабот, иллюстрирующих «Божественную комедию» Данте Алигьери. Отменный DVD с фильмом вышел ограниченным тиражом и распространялся на выставке. Музыку можно охарактеризовать как near-motionless melancholic ambient slumber.
Третий официальный релиз группы на RAIG был полностью составлен из концертных импровизаций периода 2005—2007 гг.  Помимо постоянных участников на The Hollow Grail (2007) можно услышать игру Александра Бочагова (J-Lobster), Василия Никитина (Foojitsu, Kruzr Ken) и других заслуженных бойцов московского андерграунда. Диск полностью лишён текстового посыла и оголяет более радикальную, истерично-шумную и нелицеприятную сторону творчества коллектива. Оформление от ZonderZond по традиции попадает в разряд коллекционного материала.
В период 2008-2009-го годов группа выпустила два free-download EP — микросюиту в жанре street-art-rock «The Flood of Ixtlan», посвящённую весёлой эпохе техногенных катастроф и острой нехватке природных ресурсов, а также пахучий сборник ауттейков и рейритис «Les 120 Minuetes de Sadomasonodoraemonocuporamenosodom», в котором ярко проявилась тяга коллектива к остросоциальным высказываниям, практической скатологии, посконному индастриалу и гоп-стоп даб-степу.
2010 год ознаменовался выпуском нового физического носителя от «Джеймсов». Строго лимитированное издание альбома «Corpus Unhearmeticum» от ZonderZond сразу же обрело культовый статус среди ценителей уникальной упаковки. Концепция данной пластинки напрямую связана с травмами слуха и проблемами аутизма. В неё вошло несколько ремиксов, архивных записей, а также масса нового студийного материала. Эта бесчеловечная, абразивная и практически неслушабельная запись заняла почётное место на полках ценителей истинного конкрет-ассолта.
В двух последующих сетевых релизах — Homeostat (2011) и ГЕНШТАБ ДЕСБОТ (2012) коллектив продолжил работу над совмещением электроакустических пространств с шизоидальной семпладеликой, не брезгуя и осквернением канонов старой доброй радиопостановки ("Событие").
В 2013 году была завершена трёхлетняя работа над, пожалуй, самым масштабным опусом ВДВ «Воиня Везумия», выдержанным в стилистке электротехнического пост-шансона или Тальк-рока. Хотя формально эту запись можно считать возвращением к песенному формату, апокалиптические баллады в исполнении Сергея Кагадеева традиционно для «Джеймса» лоскутно-нелинейны. Зловещие и пророческие зонги, в которых проникновенно описывается альтернативное развитие метафизической гражданской войны на территории Параллельной России, были проиллюстрированы галлюциногенными фантазиями Аркадия Мелик-Саркисяна и недобрыми диаграммами от Zonder Zond. Эта первая работа коллектива, в которой на правах полноценного акционера бренда принял участие одаренный молодой сектант Андрей Astro Ганкин. Ценители фрик-фолка также могут отметить, как тонко сыграл на живом баяне легендарный Гогенатор (Uratsakidogi).
Презентация альбома в Санкт-Петербурге стала последним совместным выступлением ВДВ с их близким другом и соратником Сергеем Владимировичем Кагадеевым, оставившим этот бренный мир в сентябре 2014 года.
Следующая полноценная работа группы, «Red Wedming», увидела свет через год после выхода "Воини". Концептуальный мегамикс из мистического хоррор-попа, почвеннического блэк-металла, анабиозного психодела и диких коллажных интерлюдий был упакован в незабываемый дизайн. К дискам прилагались заботливо выращенные кудесниками из Zonder Zond Магические Кристаллы из живородящего пластика. В записи также принял участие барабанщик коллектива Equal Minds Theory Евгений Кончаков. Перед выходом релиза узкие круги ценителей разорвал первый сингл в истории группы под названием «Red Ded», выдержанный в стиле Medieval Europop. Этот душераздирающий шлягер, по меткому определению одного зарубежного меломана, «взял кровавым штурмом бастион хорошего вкуса».
28 февраля 2015 года состоялась презентация нового EP группы «Spit Holes (4 Eyes of UDO)». Фанаты по достоинству оценили элитную меховую упаковку, сгенерированную командой Zonder Zond из отходов отечественного вивисектарного производства. Помимо привычных экспериментов по превращению нано-минимала в стену цифрового звука, на записи можно услышать правоверный нойз-рок от бесчеловечного ансамбля Fudger, амбиентную фугу, манифестирующую Второе Пришествие Истинного Мессии России Алешеньки Кыштымского, единственную сохранившуюся запись чугунной скрипки Паганини и чарующий голос гитариста группы Astro.

## Состав

### Текущий
- Даниил «Muskular» Смирнов — бас, синтезаторы, программинг, вокал, гитара
- Тихон «Hee-Haw» Кубов — вокал, тексты, семплы, смешные звуки
- Андрей «Astro» Ганкин - гитары
- Евгений "Профессор" Ласточкин - концертный звук

### Бывшие участники
- Сергей Кагадеев (2003-2014) - голос
- Иоанн «Mandwill» Людевиг (2003-2007) — гитары
- Александр «Edward, The King of Noiz» Тельпук (2003-2005) — поливокс, программинг
- Александр «Боча» Бочагов (2005-2009) — гитара, синтезаторы, эффекты
- Вадим «NOS» Латышев (2004-2009) — барабаны
- Василий Никитин (2005-2009) — барабаны, труба

## Другие музыкальные проекты
- Кирпичи (Данила Смирнов, Иван Людевиг, Вадим Латышев)
- Правда (Данила Смирнов, Иван Людевиг, Александр Тельпук)
- Goon Gun (Данила Смирнов, Тихон Кубов)  -  страница GG
- J-Lobster (ex-Jazzlobster) (Тихон Кубов) -  J-Lobster Bandcamp
- Spermadonarz (Данила Смирнов)
- Steroid 50333 (Данила Смирнов, Вадим Латышев, Иван Людевиг)
- Н.О.М./НОМ EURO (Сергей Кагадеев, Вадим Латышев)
- I.F.K. (Тихон Кубов)
- MUX (Данила Смирнов, Александр Тельпук)
- WOMBA (Тихон Кубов) -  WOMBA Bandcamp

## Дискография
LP
- Tol’s Toy (RAIG,2004)
- The Drisneyland Chronicles Vol.I (ZveZdaZ,2005)
- Theorist Attack / Теоретический Актъ (RAIG,2006)
- The Hollow Grail (RAIG,2007)
- Corpus Unhearmeticum (RAIG,2010)
- Воиня Везумия (RAIG,2013)
- Red Wedming (RAIG,2014)
- The Drisneyland Chronicles Vol.II (ZveZdaZ, 2015)
- UTOPLENIADA - Live From Brusov! (ZveZdaZ, 2016)
- Prozrachnik (Baba Vanga, 2017)
- [空] Venus in Abyss (ZveZdaZ, 2018)
- The Dust Supper (ZveZdaZ, 2019)
- SHTOOCH (ZveZdaZ, 2020)
- Loss Avoidage LTD (Cancelled Records, 2021)
- НОЙВА ИРИМ (ZveZdaZ, 2022)
- ВЗЛЕТАРГИЯ (Cancelled Records, 2024)

EP
- Dante Moscow / Данте. Москва (Arbor,2007-RAIG,2008)
- The Flood of Ixtlan (RAIG,2008)
- Homeostat (RAIG, 2011)
- ГЕНШТАБ ДЕСБОТ (ZveZdaZ, 2012)
- Spit Holes (4 Eyes of UDO) (ZveZdaZ,2015)
- Larvadrom (ZveZdaZ,2016)
- Эмптинец (ZveZdaZ, 2023)

Compilation
- Les 120 Minuetes de Sadomasonodoraemonocuporamenosodom (RAIG,2009)

Single
- Red Ded Army (ZveZdaZ,2014)